# Camera 101
Camera 101 este un loc din romanul 1984 de George Orwell.
Este o cameră de tortură, în cadrul Ministerului Iubirii, unde partidul supune prizonierii la cele mai cumplite coșmaruri ale lor. Protagonistul romanului, Winston Smith, este amenințat că va fi mușcat de față de doi șobolani. Tortura, care are loc în camera 101, este ultima etapă de spălare a creierului. Scopul este de a elimina toate formele de sentimente umane, astfel încât să se distrugă demnitatea și orice formă de curaj sau alte valorii individuale. Protagonistul (Winston Smith), de exemplu, reușește să evite tortura, implorându-i pe torționari să o supună torturii pe Julia.
Se presupune că niciunul dintre subiecții care au fost supuși torturii în camera 101 nu au rezistat acesteia. 
În filmul Matrix, numărul camerei (101) este o referință la romanul lui George Orwell, O mie nouă sute optzeci și patru.